# New Technology Telescope
Il New Technology Telescope (NTT) è un telescopio da 3,58 metri di diametro situato presso l'Osservatorio di La Silla in Cile. Il telescopio è di proprietà dell'ESO (European Southern Observatory) e ha visto la prima luce nel 1989.
L'NTT è equipaggiato con ottiche attive (da non confondere con le ottiche adattive), che gli permettono di ottenere immagini di qualità eccellente utilizzando uno specchio leggero e sottile, mantenuto nella sua forma da numerosi attuatori posti al di sotto dello specchio. Il suo gemello è il Telescopio Nazionale Galileo.
Sebbene alcuni telescopi preesistenti, come il Nordic Optical Telescope (NOT), utilizzassero già specchi leggeri sorretti da attuatori, il New Technology Telescope è ritenuto il primo telescopio ad usare totalmente ottiche attive. Inoltre il suo design, e quello della struttura che lo protegge, avevano molte caratteristiche rivoluzionarie, che ne giustificavano il nome. In particolare è stata dedicata grande cura per assicurare una buona ventilazione al telescopio e nell'evitare le fonti di calore intorno al telescopio.

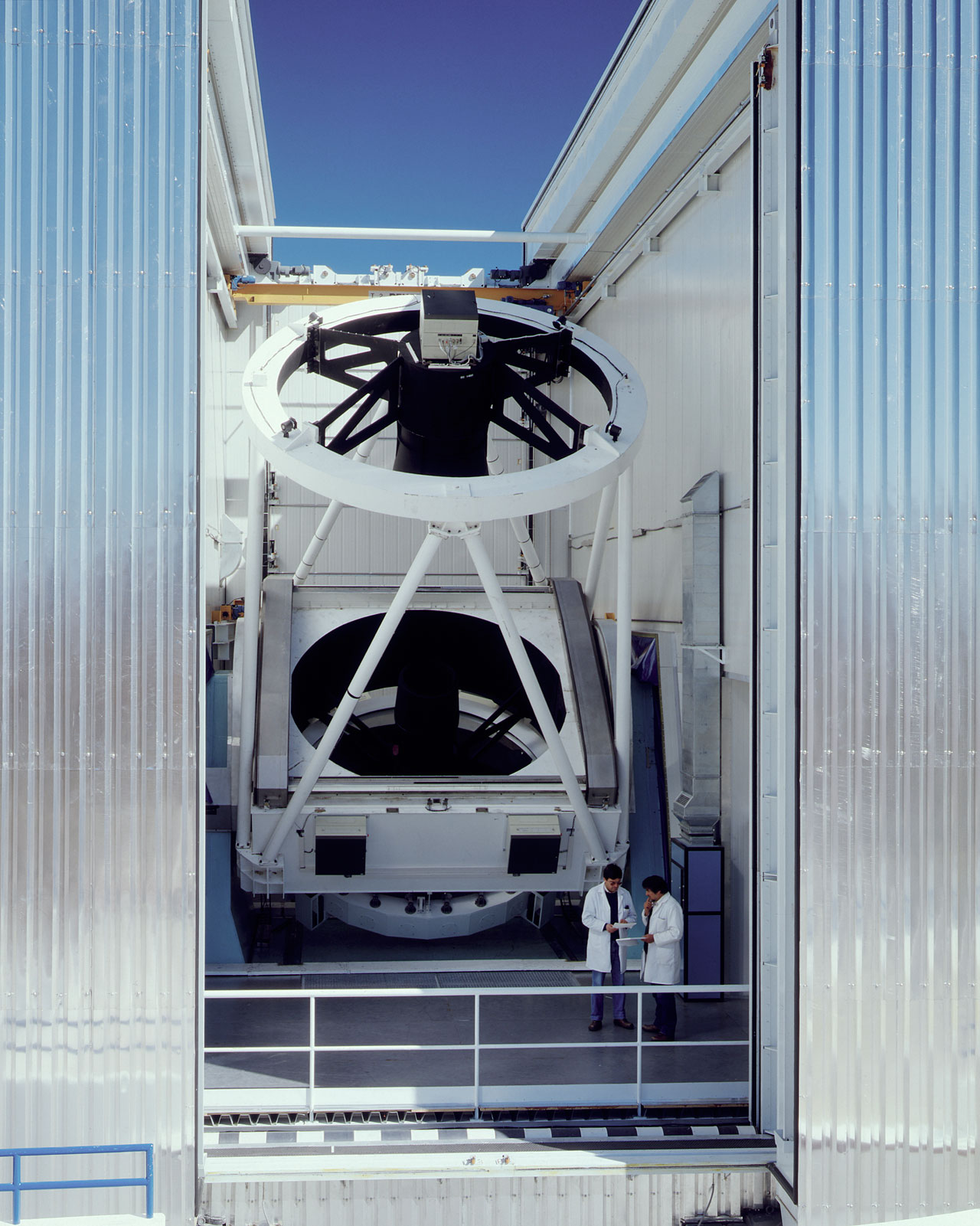
Il telescopio

Dalla sua costruzione l'NTT è stato sottoposto a numerosi aggiornamenti che hanno continuato a migliorarne la qualità. È stato anche usato per testare il software di controllo del Very Large Telescope.

Inizialmente il telescopio presentava lo stesso problema del Telescopio Spaziale Hubble, lo specchio era stato mal calibrato per tener conto dell'effetto del vuoto. Tuttavia il sistema di ottiche attive è stato in grado di correggere il problema senza bisogno di ricalibrare lo specchio.

## Strumentazione

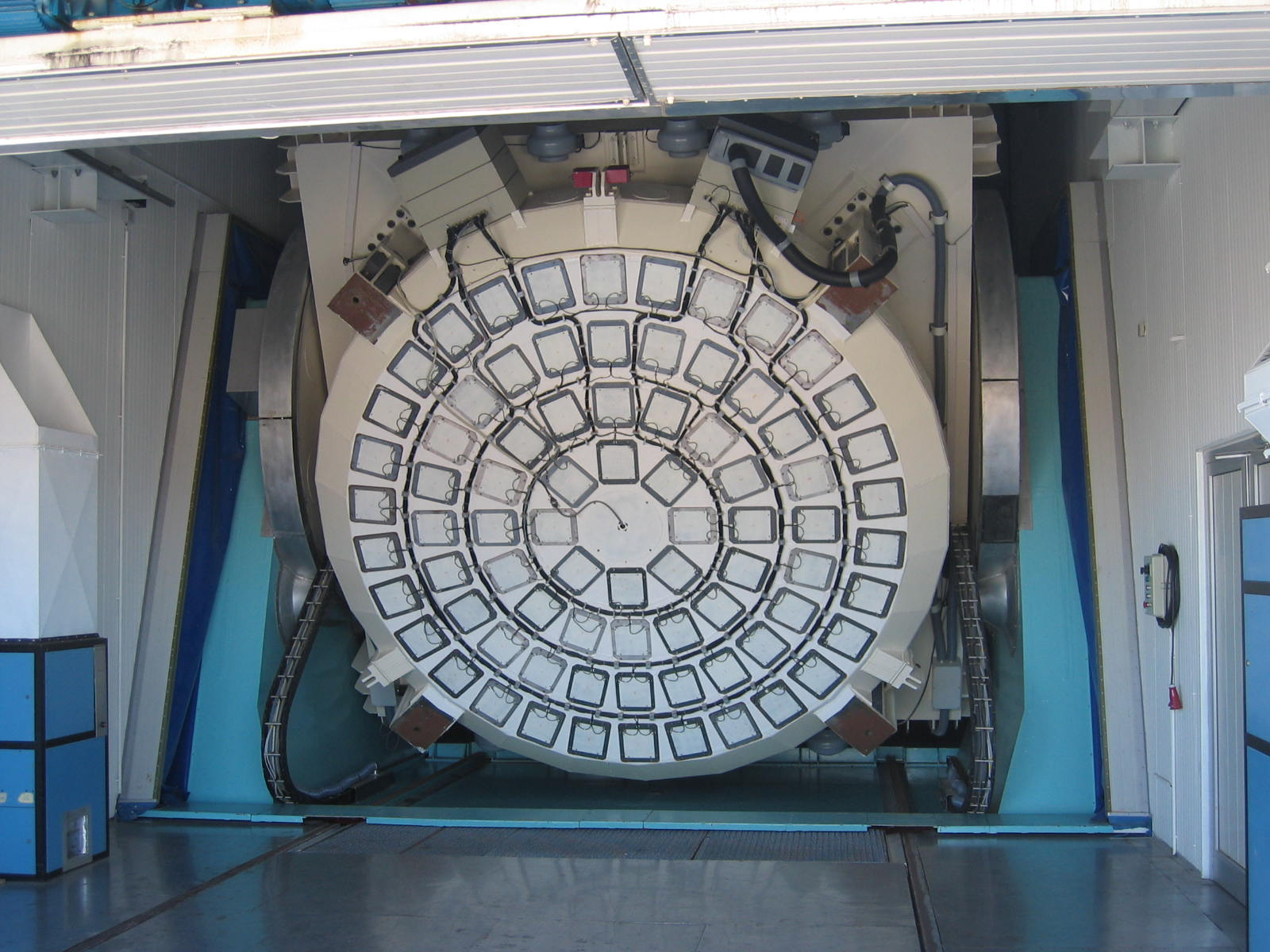
Attuatori posti dietro lo specchio principale

Attualmente l'NTT è equipaggiato con 2 strumenti:
- SofI ("Son of ISAAC", uno strumento del VLT), per le osservazioni nell'infrarosso vicino.
- EFOSC2 (ESO Faint Object Spectrograph and Camera v.2), spettrografo e fotocamera per oggetti deboli.

Strumenti dismessi:
- SuSI-2 (Superb Seeing Imager, version 2) , una fotocamera CCD destinata alle immagini ottiche ad alta risoluzione.
- EMMI (ESO Multi-Mode Instrument), per le osservazioni nello spettro del visibile.
- SUSI-1
- IRSPEC